# 천진옌
천진옌(중국어 간체자: 陈锦燕, 정체자: 陳錦燕, 병음: Chén Jǐnyàn, 한자음: 진금연, 1988년 1월 22일~)은 중화인민공화국의 펜싱 선수로 주 종목은 플뢰레이다. 2012년 하계 올림픽에서 여자 플뢰레 개인전에 출전하였으나, 16강전에서 이탈리아의 발렌티나 베찰리플뢰레 6-15로 패하며 탈락하였다.